# Obligation alimentaire en France
En France, l'obligation alimentaire, dont le principe est fixé par les articles 205 à 207 du Code civil, est l'obligation légale de fournir à un membre de sa famille dans le besoin l'aide matérielle indispensable pour vivre. Elle peut être exécutée par le versement d'une pension alimentaire ou par la fourniture de logement, de nourriture et de vêtements. L'obligation dure jusqu'à la cessation présumée des besoins — entrée dans l'emploi ou fin des études pour les descendants, fin de vie pour les ascendants —, ou jusqu'au divorce.

## Domaine
En droit français, l'obligation alimentaire existe entre plusieurs catégories de personnes, et elle est réciproque.
- entre parents en ligne directe : l'obligation pèse entre ascendants et descendants. Une obligation alimentaire spécifique appelée « obligation d'entretien » s'applique aux parents à l'égard de leurs enfants mineurs ou poursuivant des études ;
- entre adoptant et adopté (adoption simple) : et ce en vertu de l'article 367 du Code civil ;
- entre alliés au premier degré : c'est-à-dire entre des gendres ou belles-filles et leur beau-père ou belle-mère, sauf quand l'époux qui produisait l'affinité est décédé et qu'il n'y a pas d'enfant issu du mariage en vie.
En revanche, il n'y a pas d'obligation alimentaire entre les enfants du premier mariage et le(la) second(e) époux(se) de sa mère ou second(e) époux(se) de son père ;
- entre époux : en droit français il existe entre époux une contribution aux charges du ménage. Elle oblige les époux à contribuer tous les deux aux dépenses ménagères. Si l'un ne s'en acquitte pas, le juge peut le condamner à verser à l'autre une pension alimentaire. De même, il existe un devoir de secours entre époux. Lorsqu'un époux est dans le besoin, l'autre doit l'aider matériellement. En général, les époux vivent ensemble, et la question ne se pose pas. En revanche, lorsqu'ils sont séparés (séparation de fait ou séparation de corps) le juge peut également prononcer l'octroi d'une pension à un époux dans le besoin. Le divorce met fin au devoir de secours et à la contribution aux charges du ménage.

## Formes
L'obligation alimentaire peut être remplie sous deux formes :
- en nature : une personne peut s'acquitter de son obligation alimentaire vis-à-vis d'une autre en lui fournissant logement (à son domicile ou ailleurs), nourriture et habillement ;
- en espèces : par le versement d'une pension alimentaire.

## Conditions
En droit français, la pension alimentaire versée dans le cadre de l'obligation alimentaire est définie par les articles 205 à 207 du Code civil. L'article 208 précise que cette obligation dépend de l'état de fortune de celui qui verse et de l'état de besoin de celui qui reçoit.
Par état de besoin, il faut comprendre que la personne est dans l'impossibilité de subvenir seule à des dépenses de logement, d'habillement et de nourriture. Ce sont donc les besoins fondamentaux.
Or il est très difficile de prouver un état de besoin. Car le droit français exige que le bénéficiaire démontre qu'il ne dispose pas de ressources et que quand bien même il y arrive, il doit en plus démontrer que cette situation malheureuse est indépendante de sa volonté (chômage par exemple ou maladie).
Par exemple posséder des terres agricoles et ne pas les louer est considéré comme une volonté manifeste de se maintenir en état de besoin et rend illégitime le versement d'une pension alimentaire à cette personne.
En droit fiscal français, c'est le contribuable qui demande à bénéficier d'une déductibilité de charge sur les revenus perçus qui doit en donner la preuve. Ainsi, il doit prouver au fisc qu'il a bien versé cette pension. Le fait que le bénéficiaire la déclare en revenu (ligne 1 AO de sa déclaration) ne prouve pas qu'il ait versé cette pension alimentaire. En pratique, il est souhaitable de verser cette pension via des versements bancaires. Comme cela, le nom du bénéficiaire apparaitra sur le relevé bancaire que le contribuable doit présenter au fisc à sa demande en n'oubliant pas de rayer les autres écritures bancaires, sinon il s'agit d'un « examen de sa situation fiscale personnelle » qui fait l'objet d'une procédure différente. Les mandats de transfert d'espèces sont valables. En fait il faut prouver le lien entre celui qui verse et celui qui reçoit.
La jurisprudence est très stricte à ce propos. L'état de guerre entraînant une désorganisation du système bancaire n'exempte pas le contribuable de prouver l'effectivité des versements. Ni la pauvreté du pays (certains pays d'Afrique où les ressortissants envoient de l'argent à leurs parents en brousse où il n'existe pas de système bancaire moderne). A fortiori quand l'argent est donné de main à la main, en argent liquide, ou via la sœur ou le frère, etc.
Verser la pension alimentaire par chèque oblige à présenter les relevés bancaires de l'autre parent. Ce dernier peut ne pas être d'accord. Donc les chèques sont à prohiber car leur encaissement ne prouve pas que le chèque a été encaissé par le bénéficiaire de la pension alimentaire. Il est toujours possible de demander une copie à sa banque mais le coût par chèque est prohibitif.

## Montants

### Pensions alimentaires versées aux ascendants
Le droit fiscal français ne fixe pas de limite théorique à la pension alimentaire versée aux ascendants. Un contribuable peut donc librement verser ce qu'il veut compte tenu de ses ressources personnelles et de l'état de besoin de celui qui reçoit. Il doit pouvoir justifier des sommes versées.
Cependant, si le contribuable héberge chez lui un ascendant dans le besoin, il peut déclarer avoir versé 3 403 € (revenus 2014) sans justification par ascendant accueilli,.

### Pensions alimentaires versées aux descendants
Enfants mineurs : le contribuable peut verser une pension alimentaire à tout enfant mineur légalement reconnu.
Une décision de justice n'est pas nécessaire. En absence de décision de justice, le montant est librement déterminé par le parent qui verse. Un contribuable peut donc librement verser ce qu'il veut compte tenu de ses ressources personnelles et de l'état de besoin de celui qui reçoit.
S'il existe une décision de justice, le montant de la pension peut varier soit en fonction de l'indexation prévue initialement par le juge (dans la mesure où cette indexation a été prévue), soit à la suite d'une révision en cas de modifications des besoins ou ressources du créancier et du débiteur. Cette révision nécessite un nouveau jugement.
L'obligation alimentaire peut concerner les étudiants en rupture avec leurs parents.